# Ярловица
Я̀рловица е село в Северозападна България. То се намира в община Димово, област Видин.

## География
Село Ярловица се намира в област Видин (Северозападна България) и е от съставните селища на община Димово. Отстои на 22.82 км източно от общинския център гр. Димово и на 9 км от главния път Видин-Лом. Съседни на с. Ярловица са селата Септемврийци, Извор и Воднянци. Малък планински дял пази селото от северни ветрове, а малката река Мечкобора носи прохлада през лятото. Покрай селото преминава и река Скомля, а на 3 км южно е яз. Дреновец, подходящи за риболов.

## История
Бог е благословил мястото, на което първите заселници на село Ярловица някога забили кол и вдигнали колиби. Намира се встрани от големия път от Видин за София. Малък планински дял го пази от северни ветрове, чистата рекичка Мечкобора го дарява с лятна прохлада. Потънало е в зеленина и упойваща тишина, пронизано от много слънце. Почитта към слънцето е закодирана и в името на селото. Ярло е древнославянски бог на слънцето, плодородието и любовта. Божествената красота на мястото не могли да прежалят и принудените да го напуснат през 1861 г. 40 семейства. По турско те потърсили спасение в Русия, но само след година до един отново се върнали в Ярловица.
Към 30-те години на XX век жителите на Ярловица до голяма степен запазват своя белоградчишки говор.
Преди 50 г. в селото живеели 700 души, имали и училище. Всички се прехранвали със земеделие и животновъдство – отглеждали 120 крави, пет стада овце, из баирите пъплели 700 кози. Днес са останали само 86 души, половината от които над 75-годишни. Крави никой не отглежда, по-държеливите въдят 30 овце и 150 кози.

## Население
Преброяване на населението през 2011 г.
Численост и дял на етническите групи според преброяването на населението през 2011 г.:
|                     | Численост | Дял (в %) |
| Общо                | 92        | 100,00    |
| Българи             | 88        | 95,65     |
| Турци               | 0         | 0,00      |
| Цигани              | 0         | 0,00      |
| Други               | 0         | 0,00      |
| Не се самоопределят | 0         | 0,00      |
| Неотговорили        | 4         | 4,34      |

## Културни и природни забележителности
От 2009 г. Ярловица има нов храм – „Света Троица“. Вдигнат е на мястото на стария, граден през 1881 г., но рухнал преди 40 г. Имало е камбана, дарена от Санкт Петербург през 1885 г., която е била открадната.
Намира се на пътя, по който са бягали турските войски от северозапад, на около 4 – 5 километра от с. Ярловица, след язовир Скомля. Има две неестествено еднакви елипсовидни и плоски каменни плочи, една до друга с височина около 6 метра и разстояние между тях 1 метър, от което и произлиза името на местността.